# Volata di sacrificio
Nel gioco del baseball, la volata di sacrificio è una manovra tattica che consente alla squadra in battuta di realizzare un punto, facendo arrivare a casa un corridore che si trova in base. È detta "di sacrificio" perché il battitore sacrifica il proprio turno di battuta, facendosi eliminare "al volo", per consentire la realizzazione del punto alla propria squadra. Di contro, se riconosciuta come tale, la volata di sacrificio non viene conteggiata tra i turni di battuta del giocatore, che così non peggiora la propria media battuta, e contemporaneamente fa accreditare comunque un punto battuto a casa al giocatore che si è sacrificato.
Le volate di sacrificio vengono abbreviate in SF nelle statistiche di attacco, e in SFA (volate di sacrificio subite, sacrifice flys allowed in lingua inglese) nelle statistiche dei lanciatori.
Una volata di sacrificio è riconosciuta come tale quando si verificano le seguenti condizioni:
- Sono stati eliminati meno di due giocatori nel corso dell'inning;
- La palla viene battuta in campo esterno;
- Il battitore viene eliminato "al volo" da un esterno o da un giocatore di campo interno che è corso in campo esterno per prendere la battuta;
- Un corridore sulle basi realizza un punto battendo sul tempo il rilancio verso casa base della palla.

La categoria statistica della volata di sacrificio, istituita nel 1908, non è stata conteggiata dal 1931 al 1939, e di nuovo dal 1940 al 1954, quando è stata definitivamente ripristinata. Il record per maggior numero di volate di sacrificio in carriera appartiene a Eddie Murray, con 128, mentre per una singola stagione è detenuto da Gil Hodges, con 19 nel 1954.